# Heinz Balmer (Wissenschaftshistoriker)

Heinz Balmer 1928–2016

Heinz Balmer (* 10. April 1928; † 10. Januar 2016 in Konolfingen; Heimatort Wilderswil) war ein Schweizer Wissenschaftshistoriker und Autor.

## Leben
Heinz Balmer ist in Hofwil und ab 1946 in Konolfingen im Kanton Bern aufgewachsen. Er absolvierte 1947 die Matura und studierte zunächst Medizin, schloss 1953 aber in Naturwissenschaften ab. Er arbeitete als Assistent für Geographie an der Universität Bern, wo er 1956 promoviert wurde, sowie von 1956 bis 1960 als Lehrer an der Sekundarschule in Signau. Anschliessend studierte er an der Universität Basel, bis er ab 1963 erneut als Assistent in Bern arbeitete. Von 1969 bis 1973 war er Lektor für Geschichte der Naturwissenschaften an der Universität Stuttgart, dann für ein Jahr an der Universität Bonn. Von 1974 bis 1996 war er am Medizinhistorischen Institut der Universität Zürich tätig, wo er sich 1981 für Geschichte der Naturwissenschaften habilitierte.
In einem Nachruf schreibt der deutsche Wissenschaftshistoriker Andreas Kleinert über seinen Lehrer Heinz Balmer:
„Balmers Texte sind Meisterwerke deutscher Prosa; die Lektüre seiner klaren, ausdrucksstarken und gelegentlich etwas antiquiert wirkenden Sprache ist ein Genuss. Der geschraubte, mit Fremdwörtern überladene Stil der modernen Sozialwissenschaften war ihm ein Graus; Ausdrücke wie Kontextualisierung und interaktive Konstitution wird man bei ihm nicht finden. Dennoch hat er in seinen biographischen Studien viel von dem vorweggenommen, was seit etwa 20 Jahren unter der Bezeichnung biographical turn in der Geschichtsschreibung Geltung erlangt hat. Ohne Rückgriff auf eine abgehobene Terminologie stellt er seine Akteure in ihrem historischen, gesellschaftlichen, ökonomischen und familiären Umfeld dar.“
Heinz Balmer war mit der Lehrerin und Schriftstellerin Ruth Gfeller verheiratet. Er hatte fünf Kinder und lebte in Konolfingen.

## Mitgliedschaften und Ämter
- Seit 1963 Mitglied (1998–2003 Aktuar) der «Schweizerischen Gesellschaft für Familienforschung» (SGFF)
- Seit 1963 Mitglied der «Gesellschaft für die Geschichte der Wissenschaften, der Medizin und der Technik» (DGGMNT)
- 1969–1980 Vorstandsmitglied der «Schweizerischen Gesellschaft für Geschichte der Medizin und der Naturwissenschaften» (SGGMN)
- 1976–1982 Redaktor der Zeitschrift «Gesnerus»
- 2007–2012 Redaktor des Jahrbuchs der «Schweizerischen Gesellschaft für Familienforschung» (SGFF)

## Schriften (Auswahl)
- Beiträge zur Geschichte der Erkenntnis des Erdmagnetismus (= Veröffentlichungen der Schweizerischen Gesellschaft für Geschichte der Medizin und der Naturwissenschaften. Bd. 20). Sauerländer, Aarau 1956 (Dissertation, Universität Bern, 1956). Abstract in: Gesnerus, 13 (1956), Heft 1–2, S. 65–81: Beiträge zur Geschichte der Erkenntnis des Erdmagnetismus.
- Antlitze grosser Schöpfer. Geplant und eingeleitet von Bettina Holzapfel, fortgesetzt und hrsg. von Heinz Balmer. Birkhäuser, Basel 1961.
- Johann Jakob Balmer. In: Elemente der Mathematik Band 16, Nr. 3, 1961, S. 49–60 (Digitalisat).
- Drei bernische Forscher: Walter Morgenthaler, Fritz Nussbaum, Walther Staub. Aus: Verhandlungen der Schweizerischen Naturforschenden Gesellschaft. Bd. 146 (1966), Teilbd. 1 (Wissenschaftlicher Teil), S. 225–306 (Digitalisat).
- Jean de Charpentier, 1786–1855. In: Gesnerus, 26 (1969), S. 213–232 (Digitalisat)
- Ignaz Venetz 1788–1859. In: Gesnerus, 27 (1970), S. 138–168 (Digitalisat)
- Aus der Geschichte der Familie Morgenthaler. In: Jahrbuch des Oberaargaus. Bd. 15 (1972), S. 37–93 (Digitalisat pdf)
- Konrad Türst und seine Karte der Schweiz. In: Gesnerus, 29 (1972), S. 79–102 (Digitalisat)
- Die Verzerrungen auf alten Seekarten und ihre Deutung. In: Gesnerus, 29 (1972), S. 197–206 (Digitalisat)
- Die Schweizerkarte des Aegidius Tschudi von 1538. In: Gesnerus, 30 (1973), S. 7–22 (Digitalisat)
- Louis Agassiz. 1807–1873. In: Gesnerus, 31 (1974), S. 1–18 (Digitalisat)
- Aus dem Altersbriefwechsel der Biochemiker Markus Guggenheim und Heinrich Wieland. In: Gesnerus, 31 (1974), S. 237–266 (Digitalisat)
- Édouard Desor und sein Landhaus Combe-Varin. In: Gesnerus, 32 (1975), 61–86 (Digitalisat)
- Pater Wendelin Ammersin. Auf den Spuren eines verschollenen Elektrizitätsforschers. In: Gesnerus, 32 (1975), S. 318–321 (Digitalisat)
- (mit Emil Kuhn-Schnyder, Jean-Pierre Portmann) Hans Nüsch (Hrsg.): Louis Agassiz 1807–1873. Vorträge an der Gedenkfeier zum 100. Todestag, gehalten an der 153. Jahresversammlung der Schweizerischen Naturforschenden Gesellschaft, Lugano, 20. Oktober 1973 (= Denkschriften der Schweizerischen Naturforschenden Gesellschaft. Bd. 89). [Fretz], [Zürich] 1975.
- Geschichte der Naturwissenschaften in Aarau. In: Gesnerus, 33 (1976), S. 108–120 (Digitalisat)
- Alexander von Humboldt und Frankreich. In: Gesnerus, 33 (1976), S. 235–252 (Digitalisat)
- Haller als Herr von Goumoens-le-Jux und Eclagnens. In: Gesnerus, 34 (1977), S. 304–317 (Digitalisat)
- Albrecht von Haller (= Berner Heimatbücher. Bd. 119). Haupt, Bern 1977 (Habilitationsschrift, Universität Zürich, 1977).
- Fritz Fischer. Ein Meister der technischen Physik. 1898–1947. In: Gesnerus, 35 (1978), S. 107–131 (Digitalisat)
- Halleriana. 1. Der Gedenkstein für Hallers jüngste Tochter. 2. Albrecht von Haller der Jüngere (1758–1823): zu seiner Würdigung und zur Frage seines Portraits. In: Gesnerus, 35 (1978), S. 337–340 (Digitalisat)
- Walliser Naturforscher. In: Gesnerus, 36 (1979), 35–49 (Digitalisat)
- Waadtländer Naturforscher. In: Gesnerus, 37 (1980), 133–138 (Digitalisat)
- Naturerkenntnis und Dichtung. In: Gesnerus, 37 (1980), 314–320 (Digitalisat)
- Zu Besuch bei einer Enkelin Felix Mendelsohns. In: Gesnerus, 40 (1983), S. 15–22 (Digitalisat)
- Hrsg. mit Beat Glaus: Die Blütezeit der arabischen Wissenschaft. Verlag der Fachvereine, Zürich 1990.
- Besprechung von: Eva H. und Heinrich W. Guggenheimer: Etymologisches Lexikon der jüdischen Familiennamen. München / New Providence / London / Paris 1996. In: Familienforschung Schweiz. Généalogie suisse. Genealogia svizzera. Swiss Genealogical Studies. 1997, S. 157–159 (Digitalisat)
- Peter Boschung: Bosson - Boschung. In: Familienforschung Schweiz. Jahrbuch. 2001. S. 149–161 doi:10.5169/seals-697601#156
- Nikolaus Manuel. In: Familienforschung Schweiz. Généalogie suisse. Genealogia svizzera. Swiss Genealogical Studies. (2004), S. 9–36 (Digitalisat)
- Woher stammen die Grundlagen unseres Wissens über die Vererbung? In: Familienforschung Schweiz. Généalogie suisse. Genealogia svizzera. Swiss Genealogical Studies. 34 (2007), S. 69–98 (Digitalisat)
- Albrecht von Haller (1708–1777) zum 300. Geburtstag. In: Familienforschung Schweiz. Généalogie suisse. Genealogia svizzera. Swiss Genealogical Studies. 35 (2008), S. 85–95 (Digitalisat)
- Zur Erinnerung an Frau Elisabeth Graf-Burger (1935–2012). In: Familienforschung Schweiz. Généalogie suisse. Genealogia svizzera. Swiss Genealogical Studies. 39 (2012), S. 7–12 (Digitalisat)
- Christoph Tscharner (1929–2014). In: Familienforschung Schweiz. Généalogie suisse. Genealogia svizzera. Swiss Genealogical Studies. 42 (2015), S. 7–17 (Digitalisat)